# André Tacquet
André Tacquet (ur. 23 czerwca 1612 w Antwerpii, zm. 22 grudnia 1660 tamże) – flamandzki uczony i jezuita. Zajmował się przede wszystkim matematyką.

## Życiorys
Pochodził z rodziny zamożnej rodziny kupieckiej. Był dzieckiem Pierre’a Tacqueta i Agnes Wandelen, która pochodziła z Norymbergi. Ojciec zmarł, gdy André był jeszcze dzieckiem, ale pozostawił po sobie majątek, który zapewnił chłopcu dobry start w przyszłość. Mimo napiętej sytuacji politycznej spowodowanej konfliktem między Habsburgami a Holendrami, którzy domagali się niepodległości dla północnych Niderlandów, Antwerpia była bogatym miastem i jednym z centrów kultury europejskiej. Dobrze zorganizowany był tu również zakon jezuitów, u których André rozpoczął edukację. Jego pierwszą szkołą było bowiem miejscowe kolegium jezuickie. Nauczyciele dość szybko poznali się na jego zdolnościach i starali się je rozwijać. W 1629 roku André dołączył do zakonu i wyjechał do Mechelen. W 1631 roku przeniósł się do Leuven, gdzie przez cztery lata uczył się matematyki, fizyki i logiki. Jednym z jego nauczycieli był wybitny matematyk i jezuita Grégoire de Saint-Vincent.
Po zakończeniu edukacji w 1635 roku Tacquet sam zaczął nauczać. Był nauczycielem greki i poezji w kolegium w Brugii. Po pięciu latach pracy w szkole udał się do Leuven, gdzie rozpoczął studia teologiczne. Równolegle ze studiami, zajmował się nauczaniem matematyki. Od 1644 roku uczył w miejscowym kolegium, po czym w 1645 roku przeniósł się do kolegium w Antwerpii. Uczył tam do 1649 roku, po czym wrócił do Leuven. W 1655 roku wrócił z kolei do Antwerpii i ponownie zaczął nauczać. Był matematykiem w miejscowym kolegium do 1660 roku.

## Praca naukowa
Oprócz pracy dydaktycznej i posługi religijnej Tacquet stale zajmował się pracą naukową. Jego najważniejszym dziełem było Cylindricorum et Annularium, wydane w 1651 roku. Głównym tematem pracy był walce i okręgi, a Tacquet bazował na osiągnięciach Luki Valeria i Archimedesa. Nie była to praca przełomowa w sensie zaprezentowania jakiegoś nowego odkrycia, ale pod względem rozważań nad metodami używanymi w matematyce. Mimo to, opis niektórych problemów w wykonaniu Tacqueta był nowatorski i wywarł wpływ na innych uczonych, którzy dokonali później ważnych odkryć. Tak było na przykład w przypadku rozważań na temat odwrotności natury stycznej i pola pod krzywą. Wynikały one z refleksji Tacqueta nad krzywą wygenerowaną przez punkt nie będący jej częścią. Poglądy te wywarły duży wpływ na Pascala, Leibniza i Newtona i przyczyniły się do rozwoju teorii rachunku różniczkowego i całkowego. Podobnie rzecz miała się w przypadku wykorzystywania przez Tacqueta metody wyczerpywania. Pracując z użyciem tej metody otrzymał wyniki, które wskazały późniejszym uczonym drogę do pojęcia granicy.
Tacquet jest również znany jako autor znakomitych podręczników do matematyki, przeznaczonych dla uczniów kolegiów jezuickich. Praca ta była realizacją pomysłu generała Goswina Nickela, który po zapoznaniu się z treścią Cylindricorum et Annularium, zwrócił się do Tacqueta z prośbą o napisanie kompletu podręczników z różnych dziedzin matematyki. André zdążył napisać podręczniki dotyczące tylko geometrii i arytmetyki. Jego najbardziej znaną i popularną pracą tego rodzaju była Elementa geometriae. Po raz pierwszy została wydana w 1654 roku, tłumaczyła podstawy geometrii. Książka zawierała poglądy zawarte w Elementach Euklidesa oraz materiał z prac Archimedesa, wyłożony w sposób bardzo przystępny dla uczniów. Podręcznik doczekał się więc wielu wznowień i tłumaczeń na inne języki. Z czasem zaczęły z niego korzystać nie tylko kolegia jezuickie. Podstaw matematyki z książek Tacqueta uczyło się kilka następnych generacji matematyków w całej Europie przez cały XVII i XVIII wiek.
Reszta prac Tacquet, starającego się opracować podręczniki dotyczące pozostałych działów matematyki i innych nauk, zostały wydane dopiero po jego śmierci. W 1669 roku ukazała się Opera mathematica, która zawierała syntezy wiedzy z zakresu astronomii, optyki, trygonometrii sferycznej, geometrii praktycznej i projektowania fortyfikacji. Pierwsza część, będąca kompilacją wiedzy astronomicznej, była już niemal ukończona. Tacquet przedstawiał w niej między innymi różne teorie na temat budowy Układu Słonecznego. Był to okres gorących sporów na ten temat, dlatego jego książka była chwalona za wyważone stanowisko i zaprezentowanie argumentów zwolenników teorii z którymi autor prywatnie się nie zgadzał. Całość Opera mathematica spotkała się z bardzo ciepłym przyjęciem środowiska naukowego.
Tacquet utrzymywał kontakt z kilkoma innymi uczonymi, spoza zakonu jezuitów. Prowadził korespondencję między innymi z Christiaanem Huygensem z którym spierał się na różne tematy. Korespondował także z Fransem van Schootenem.

## Upamiętnienie
Międzynarodowa Unia Astronomiczna nadał jego nazwisko jednemu z kraterów na księżycu.